# Пламен Казаков
Пламен Илиев Казаков е бивш български футболист, който играе като офанзивен полузащитник и поддържащ нападател. Голяма част от кариерата му преминава в Спартак (Варна). Носил е също екипите на Черно море (Варна), португалския Пасош де Ферейра, Шумен и индонезийския Персебая Сурабая.

## Кариера
Казаков дебютира за Спартак (Варна) в Б група през сезон 1979/80. През 1981/82 играе за Черно море в А група, докато отбива военната си служба. Бележи две попадения - на 31 октомври 1981 г. срещу Черноморец (Бургас) и на 2 април 1982 г. срещу Хасково.
През лятото на 1982 г. се завръща в Спартак и става основен футболист в състава на „соколите“. Играе общо в 12 сезона за клуба, в които записва 275 мача за първенство със 73 гола – 186 мача с 39 гола в A група и 89 мача с 34 гола в Б група. Има също 3 мача с 1 гол в европейския турнир Купа на носителите на купи.
На 28 септември 1983 г. Казаков бележи исторически гол за Спартак, с който варненския клуб записва първа победа в европейските клубни турнири. „Соколите“ печелят с 1:0 срещу турския Мерсин за КНК и се класират за 2-рия кръг, където играят паметни мачове с Манчестър Юнайтед.
През 1990 г. Казаков преминава в португалския Пасош де Ферейра, където за един сезон записва 17 мача с 3 гола в местната втора лига. Завръща се в България и отново облича екипа на Спартак. През сезон 1992/93 играе за Шумен, а през 1993/94 е част от състава на Черно море (Варна). За „моряците“ записва 27 мача с 5 гола в A група. Следва ново завръщане за един сезон в Спартак, а през 1995/96 перминава в индонезийския Персебая Сурабая.

## Треньорска дейност
През 2000 г. Казаков емигрира със семейството си в Република Южна Африка. Там работи като треньор в местни подразделения на юношеските академии на бразилския Коринтианс и португалския Спортинг (Лисабон).
През 2018 г. се прибира в България и основава школа за футболни таланти ФК Виктори във Варна.

## Статистика по сезони
| Сезон   | Отбор            | Първенство       | Мачове | Голове |
| ------- | ---------------- | ---------------- | ------ | ------ |
| 1979/80 | Спартак (Вн)     | Б група          | 1      | 0      |
| 1980/81 | Спартак (Вн)     | Б група          | 2      | 0      |
| 1981/82 | Черно море       | А група          | 27     | 2      |
| 1982/83 | Спартак (Вн)     | А група          | 19     | 4      |
| 1983/84 | Спартак (Вн)     | А група          | 27     | 6      |
| 1984/85 | Спартак (Вн)     | А група          | 28     | 4      |
| 1985/86 | Спартак (Вн)     | А група          | 28     | 4      |
| 1986/87 | Спартак (Вн)     | А група          | 29     | 5      |
| 1987/88 | Спартак (Вн)     | А група          | 26     | 3      |
| 1988/89 | Спартак (Вн)     | А група          | 29     | 13     |
| 1989/90 | Спартак (Вн)     | Б група          | 36     | 15     |
| 1990/91 | Пасош де Ферейра | Лига де Онра     | 17     | 3      |
| 1991/92 | Спартак (Вн)     | Б група          | 30     | 10     |
| 1992/93 | Шумен            | А група          | 17     | 2      |
| 1993/94 | Черно море       | А група          | 10     | 3      |
| 1994/95 | Спартак (Вн)     | Б група          | 20     | 9      |
| 1995/96 | Персебая Сурабая | Лига 1 Индонезия | 25     | 14     |